# Don Chezina
Don Chezina (alias van Ricardo Garcia Ortiz) (Georgia (Verenigde Staten), 1976), is een zanger en producer in de reggaetonmuziek.

## Discografie
- Bien Guillao de Gangster (1997)
- Mi Trayectoria (1998)
- Live From Miami (2003)
- Éxitos (2004)
- My Life (2007)
- The Original Don (2008)

- Library of Congress Control Number: n2005032166
- MusicBrainz: dc737da0-2d56-4e51-8c0b-2b101287c85a
- Virtual International Authority File: 68335813
- WorldCat: E39PBJrCb4tbW8bGCdkMbfqxXd